# Payzawat
| Uigurische Bezeichnung          | Uigurische Bezeichnung |
| ------------------------------- | ---------------------- |
| Arabisch-Persisch (Kona Yeziⱪ): | پەيزىۋات ناھىيىسى      |
| Lateinisch (Yengi Yeziⱪ):       | Pəyziwat naⱨiyisi      |
| Kyrillisch (Sowjetunion):       | Пәйзават наһийиси      |
| offizielle Schreibweise (VRCh): | Payzawat               |
| Chinesische Bezeichnung         |                        |
| Kurzzeichen:                    | 伽师县                 |
| Langzeichen:                    | 伽師縣                 |
| Umschrift in Pinyin:            | Gāshī Xiàn             |

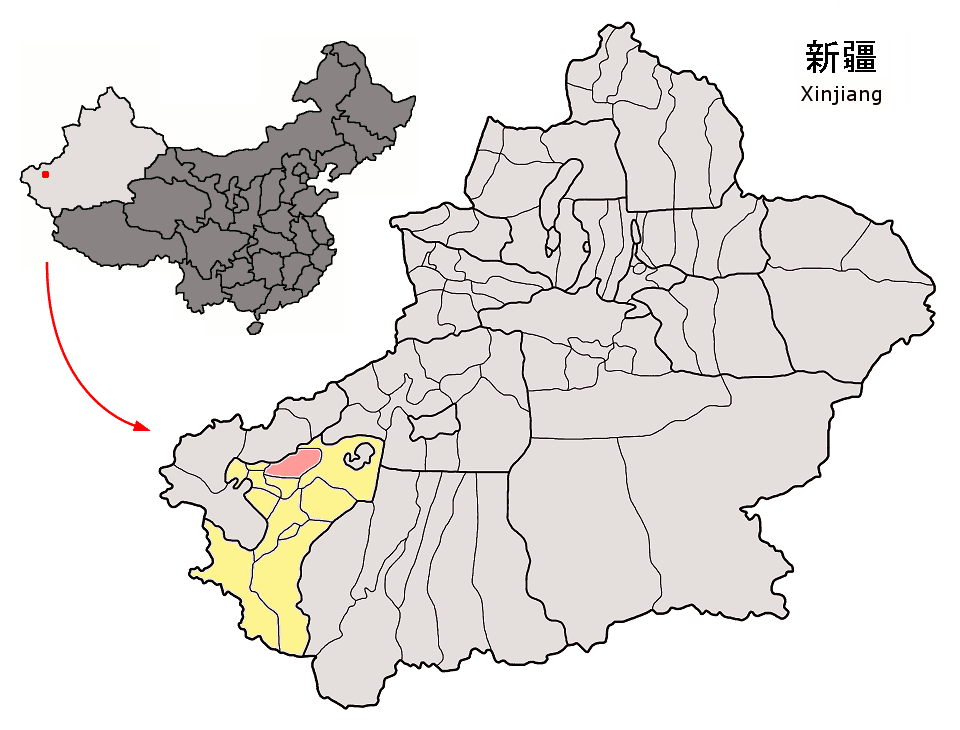
Lage von Payzawat (rosa) im Regierungsbezirk Kaschgar (gelb)

Payzawat (auch Faizabad) ist ein Kreis des Regierungsbezirks Kaschgar im Autonomen Gebiet Xinjiang in der Volksrepublik China. Sein Hauptort ist die Großgemeinde Baren (巴仁镇). Er hat eine Fläche von 6.600,68 km² und zählt 381.767 Einwohner (Stand: Zensus 2010).

## Administrative Gliederung
Auf Gemeindeebene setzt sich der Kreis aus vier Großgemeinden und neun Gemeinden zusammen. Diese sind:
- Großgemeinde Baren 巴仁镇
- Großgemeinde Shekerkol 西克尔库勒镇
- Großgemeinde Shaptul 夏普吐勒乡
- Großgemeinde Gholtoghraq 卧里托格拉克乡

- Gemeinde Terim 铁日木乡
- Gemeinde Yengimehelle 英买里乡
- Gemeinde Janbaz 江巴孜乡
- Gemeinde Kizilboyi 克孜勒博依乡
- Gemeinde Misha 米夏乡
- Gemeinde Qoshawat 和夏阿瓦提乡
- Gemeinde Kizilsu 克孜勒苏乡
- Gemeinde Güllük 古勒鲁克乡
- Gemeinde Ördeklik 玉代克力克乡